# 김상월
김상월(1959년 ~)은 대한민국의 가수다. 1975년 정규 앨범 《김상월 독집 - 부디 안녕히 / 오 잠깐만》으로 데뷔했다.

## 방송
- 당신을 스타로 (1977) - 부산지역 1등, 연말결선 대상
- 보이스퀸 (2019) - Top80

## 수상
- 제5회 칠레국제가요제 가창상 (1978)